# Dvärgskimmerspindel
Dvärgskimmerspindel (Micaria lenzi) är en spindelart som beskrevs av Friedrich Wilhelm Bösenberg 1899. Dvärgskimmerspindel ingår i släktet Micaria och familjen plattbuksspindlar. Enligt den finländska rödlistan är arten sårbar i Finland. Enligt den svenska rödlistan är arten starkt hotad i Sverige. Arten förekommer i Götaland. Artens livsmiljö är sandstränder vid Östersjön. Inga underarter finns listade i Catalogue of Life.